# Georg Friedrich Karl, Margraf de Brandenburg-Bayreuth
Georg Friedrich Karl, Margraf de Brandenburg-Bayreuth (30 iunie 1688 – 17 mai 1735), a fost prinț german, membru al Casei de Hohenzollern, Margraf de Brandenburg-Bayreuth-Kulmbach (1708–35) și Margraf de Brandenburg-Bayreuth (1726–35).

## Familie
A fost cel mai mare copil din cei paisprezece născuți ai Margrafului Christian Heinrich de Brandenburg-Bayreuth-Kulmbach și ai soției acestuia, contesa Sophie Christiane de Wolfstein. În afară de el, numai șase frați au supraviețuit copilăriei: Albrecht Wolfgang, ucis în bătălie în 1734; Dorothea Charlotte, contesă de Hohenlohe-Weikersheim, care a murit în 1712 la doar șapte luni după căsătorie; Sophie Magdalene, regină a Danemarcei; Frederick Ernst; Sophie Caroline, Prințesă de Ostfriesland; și Frederick Christian, care mai târziu a moștenit margrafiatul de Bayreuth.

## Biografie
În timpul copilăriei, Georg Friedrich Karl a fost instruit de foarte religioasa lui mamă, iar mai târziu a primit o educație atentă la Bielefeld. Din 1700 până în 1704 a călătorit în Europa de Vest, ca parte a unei călătorii educaționale tradiționale (Marele Tur), și a vizitat, printre alte țări, Danemarca, Franța și Republica olandeză. Mai târziu, el a studiat patru ani la Universitatea din Utrecht. După moartea tatălui său, în 1708 s-a întors la familia sa, care trăia începând cu 1704 la Castelul Weferlingen în apropiere de Magdeburg, și și-a asumat titlul de Margraf de Brandenburg-Bayreuth-Kulmbach.
Castelul Weferlingen a fost atribuit familiei sale ca un apanaj de către regele Frederic I al Prusiei, după ce tatăl lui Georg Friedrich Karl, puternic îndatorat, a renunțat la drepturile sale de succesiune asupra moșiilor Bayreuth și Ansbach în favoarea Prusiei prin Contractul de la Schönberg. Georg Friedrich Karl a încercat să-și recupereze drepturile după moartea tatălui său și a solicitat eliminarea acestui contract. 
Când Margraful Georg Wilhelm a murit în 1726 fără urmași pe linie masculină, Georg Friedrich Karl și-a asumat principatul de Bayreuth fără dificultăți.
După ascensiunea sa, prioritatea cea mai mare a lui Georg Friedrich Karl a fost îmbunătățirea finanțelor teritoriilor sale și administrația locală. Spre deosebire de mulți dintre conducătorii săi contemporani, el nu avea ambiții politice sau militare. În schimb a fost foarte pios și l-a sprijinit intens pe August Hermann Francke să inculce importanța vieții religioase pentru supușii săi. Margraful a fost un sprijin remarcabil pentru orfelinate.
Nu a fost interesat de viața de curte, iar în ultimii ani a construit Castelul Himmelkron, o fostă mănăstire, probabil, cu planul de a se retrage acolo.
În memoriile nurorii sale, Wilhelminea Prusiei, Georg Friedrich Karl este descris ca o persoană slabă, crăcănată, egoista, geloasă. Antipatia a fost reciprocă. Margraful și-a hărțuit nora în același mod în care părinții ei au făcut-o. Atunci când Wilhelmine a dat naștere unei fiice, a distrus speranțele lui Georg Friedrich Karl de a se ocupa de creșterea nepotul său, din moment ce el ar fi fost lăsat să supravegheze educația fiului copilului său Frederic numai dacă ar fi fost un băiat, în conformitate cu contractul de căsătorie semnat cu Wilhelmine. Frederic și-a sprijinit soția și Margraful beat și-a lovit fiul cu bastonul fără să-l rănească.

## Căsătorie și copii
La  17 aprilie 1709, la Reinfeld, Georg Friedrich Karl s-a căsătorit cu  Dorothea de Schleswig-Holstein-Sonderburg-Beck. Ei au avut cinci copii:
1. Sophie Christiane Luise (n. 4 ianuarie 1710, Weferlingen - d. 13 iunie 1739, Bruxelles), căstorită la 11 aprilie 1731 cu Alexander Ferdinand, Prinț de Thurn și Taxis.
2. Frederic (n. 10 mai 1711, Weferlingen - d. 26 februarie 1763, Bayreuth), succesor al tatălui său ca Margraf de Bayreuth.
3. Wilhelm Ernst (n. 26 iulie 1712, Weferlingen - d. 7 noiembrie 1733, Mantua).
4. Sophie Charlotte Albertine (n. 27 iulie 1713, Weferlingen - d. 2 martie 1747, Ilmenau), căstorită la 7 aprilie 1734 cu Ducele Ernst August II de Saxa-Weimar.
5. Sophie Wilhelmine (n. 8 iulie 1714, Weferlingen - d. 7 septembrie 1749, Aurich), căstorită la 25 mai 1734 cu Prințul Carl Edzard al Frisiei de Est.

După șapte ani de mariaj nefericit, Georg Friedrich Kar și Dorothea s-au separat în 1716. Opt ani mai târziu (1724), căsătoria lor a fost oficial dizolvată. Mai târziu, Dorothea a emigrat în Suedia, unde a murit în 1761, la 20 de ani după fostul ei soț. Nici unul dintre ei nu s-a recăsătorit.